# Walchstadt (Icking)
Walchstadt ist ein Ortsteil der oberbayerischen Gemeinde Icking im Landkreis Bad Tölz-Wolfratshausen.
Das Kirchdorf liegt südwestlich des Kernortes Icking. Unweit östlich verläuft die B 11, östlich fließt auch die Isar. Die A 95 verläuft unweit westlich.

## Sehenswürdigkeiten
In der Liste der Baudenkmäler in Icking sind für Walchstadt zwei Baudenkmäler aufgeführt:
- Die im Kern spätgotische katholische Filialkirche St. Bartholomäus, ein Saalbau mit eingezogenem Chor und Westturm, wurde um 1685 und um 1740 erneuert. Der Spitzhelm stammt aus dem Jahr 1895/96. Die Friedhofsmauer, eine unverputzte Klaubsteinmauer mit Hohlziegeldeckung, wurde im 17./18. Jahrhundert errichtet.
- Der Wohnteil eines ehemaligen Bauernhauses (Walchstadter Straße 65) aus der ersten Hälfte des 18. Jahrhunderts ist ein Flachsatteldachbau mit Blockbau-Obergeschoss, umlaufender Laube und teilverschalter Giebellaube. Giebel und Laube stammen aus der zweiten Hälfte des 19. Jahrhunderts. Der Getreidekasten ist ein zweigeschossiger Blockbau vom Ende des 16. Jahrhunderts. Der Überbau erfolgte später.